# Ringsjö församling
Ringsjö församling är en kommungränsöverskridande församling i Frosta-Rönnebergs kontrakt i Lunds stift. Församlingen ligger i Eslövs kommun och Höörs kommun i Skåne län och utgör ett eget pastorat.

## Administrativ historik
Församlingen bildades 2002 genom sammanslagning av Bosjöklosters församling och Gudmuntorps församling, båda i Höörs kommun samt Hurva församling i Eslövs kommun och församlingen utgör sedan dess ett eget pastorat.

## Kyrkor

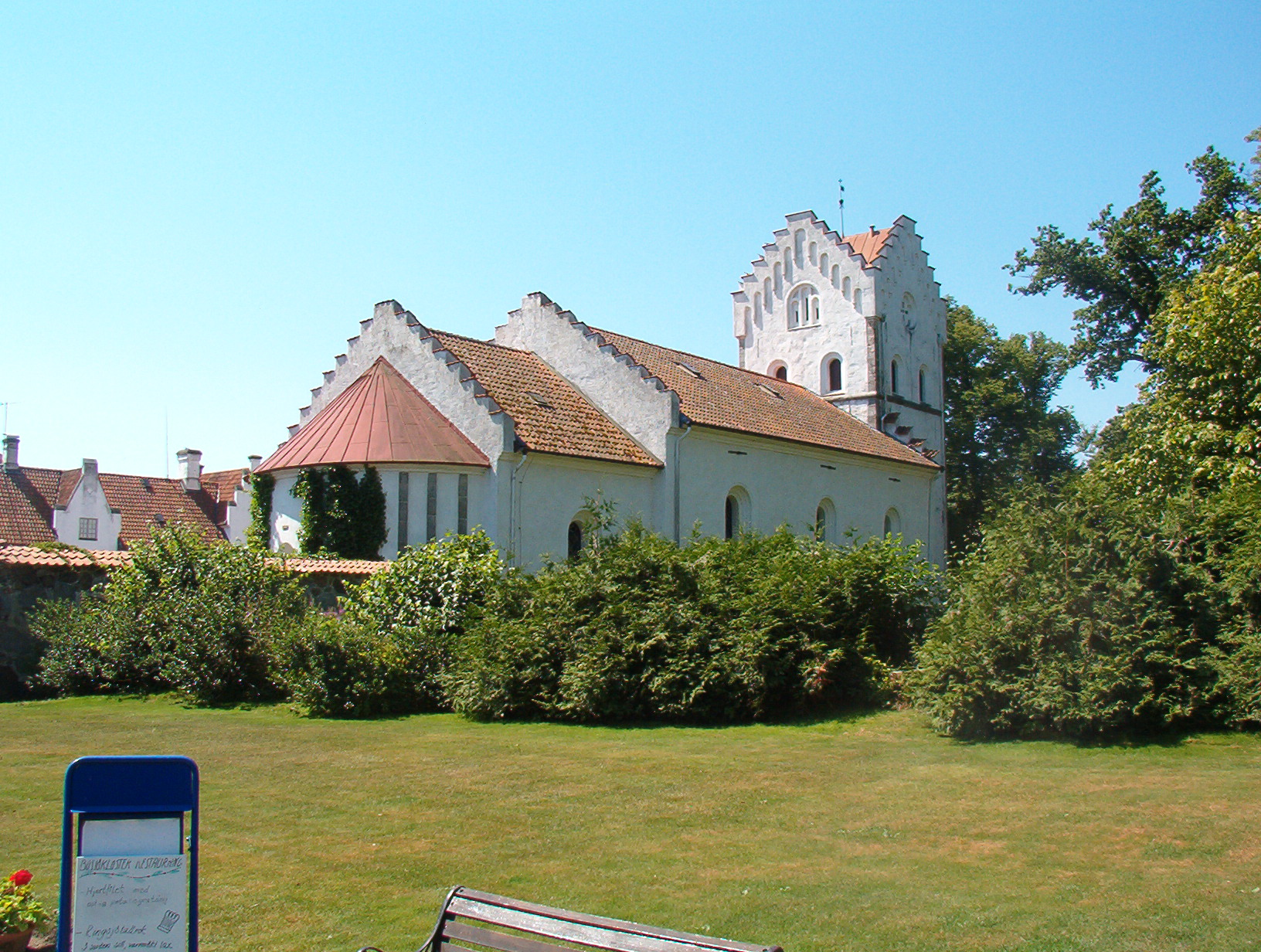
Bosjöklosters kyrka
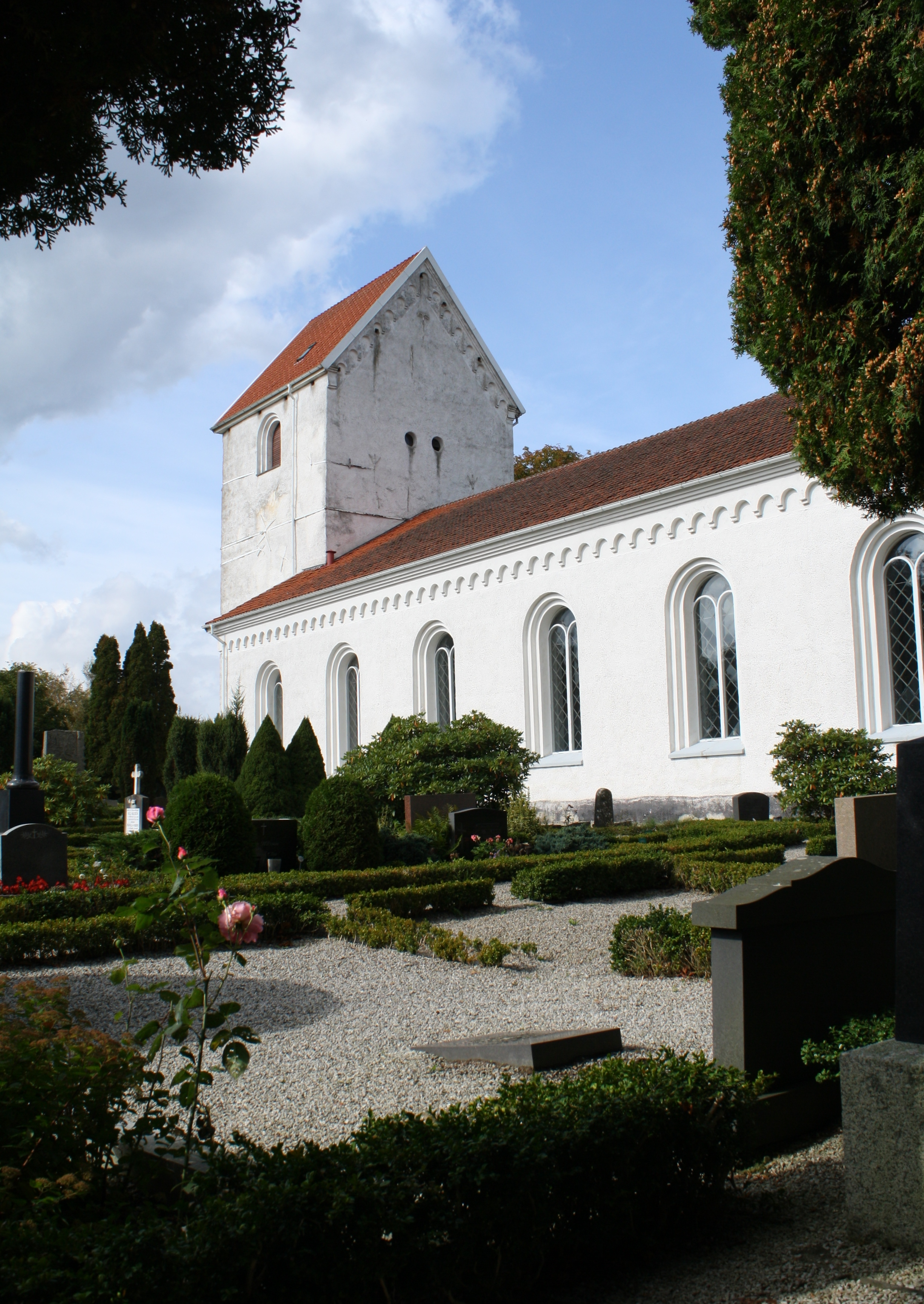
Gudmuntorps kyrka
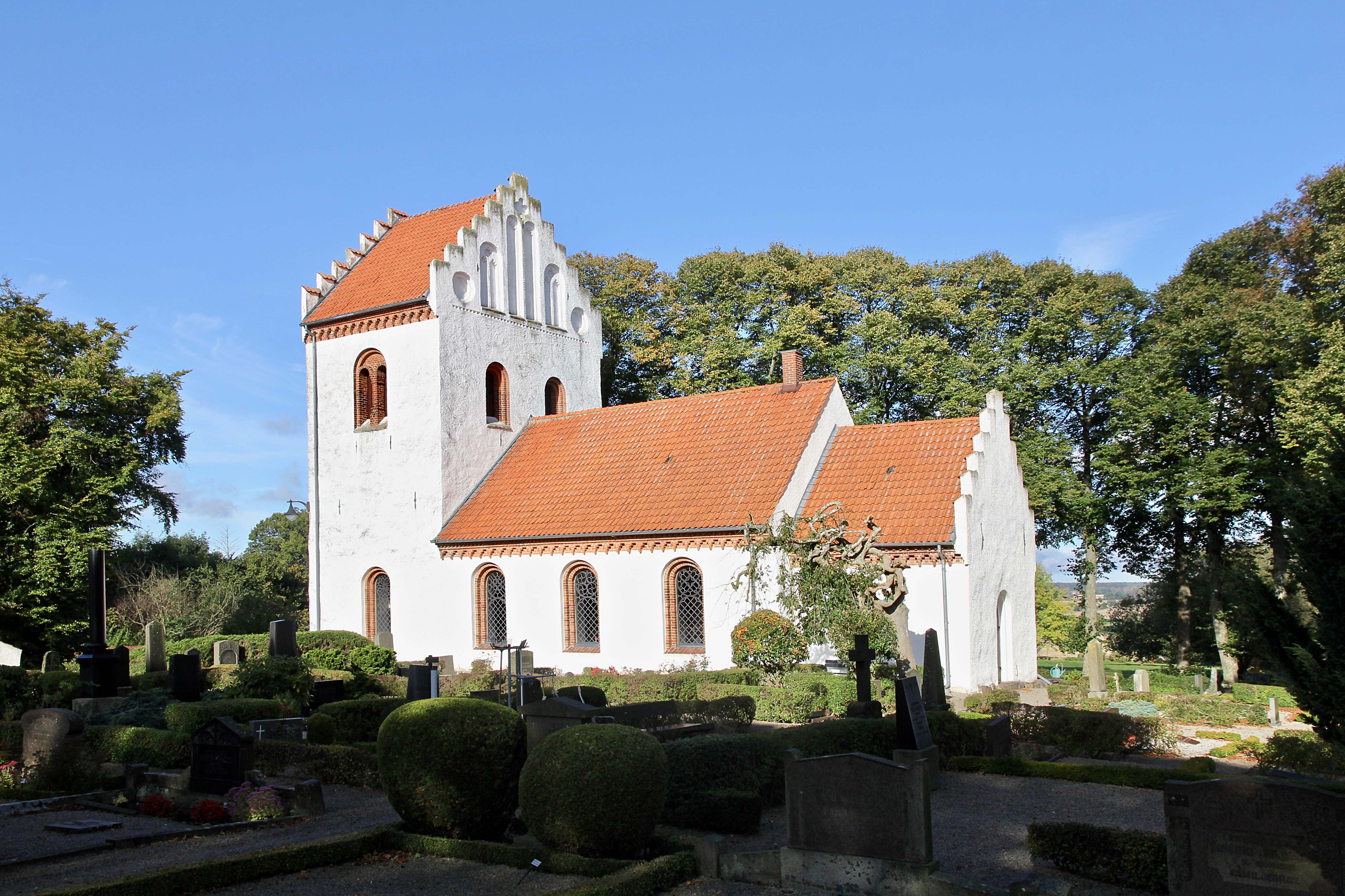
Hurva kyrka